# Johann Baptist Ludwig Gallati
Johann Baptist Ludwig Gallati (* 7. Dezember 1771 in Sargans; † 20. September 1844 ebenda), von Näfels und Sargans, war ein Schweizer Lokal- und Kantonspolitiker und Historiker.

## Leben und Wirken
Johann Baptist Ludwig Gallati war ein Sohn des Schultheissen Johann Jakob Gallati (1724–1800) und der Maria Rosa geb. Kraft (1734–1784). Nach seiner Schulzeit im Zisterzienserkloster Salem erhielt er in München eine kaufmännische Ausbildung.

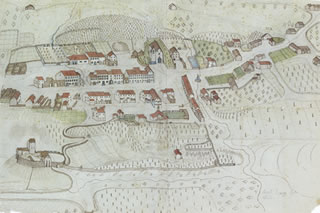
Plan Gallatis zum Wiederaufbau von Sargans 1812

Gallati bekleidete in seiner Heimat zahlreiche politische Ämter auf Gemeinde- und Kantonsebene. Er war zunächst Präsident der Munizipalität Sargans, 1798–1799 Distriktskommissär, 1799–1803 Distriktsstatthalter des Distrikts Mels (ehemalige Landvogtei Sargans), 1803 Mitglied des Grossen Rats des Kantons St. Gallen und 1813–1814 wieder Gemeindeammann von Sargans. Nachdem sein Heimatort am 8. Dezember 1811 im „Staedtlibrand“ fast vollständig zerstört worden war, plante er auf Grundlage neuer Brandschutzvorschriften den Wiederaufbau des Orts.
Zu Beginn der Schweizer Restauration setzte er sich 1814 im Sarganserland an die Spitze einer Bewegung, die mehr Volkssouveränität und eine demokratischere Verfassung forderte und – weil dies vom Kanton St. Gallen, dem es erst seit 1803 angehörte, nicht zugestanden wurde – die Trennung von demselben und den Anschluss zunächst an Graubünden, später dann an Glarus anstrebte. Auf Antrag der St. Galler Regierung entsandte die Tagsatzung zunächst Vermittler, ließ jedoch im Oktober 1814 das Gebiet militärisch besetzen. Trotz Fürsprache durch den Schweizer Heerführer General Niklaus Franz von Bachmann wurden Gallati und seine Mitstreiter 1816 als Aufrührer in einem willkürlichen Verfahren zu ruinösen Geldstrafen verurteilt. Gallati musste sich aus der Politik zurückziehen und widmete sich historisch-genealogischen Forschungen sowie schriftstellerischer Tätigkeit. Erst in der Zeit der Regeneration gehörte Gallati 1831–1833 erneut dem St. Galler Grossen Rat an.

### Familie
Johann Baptist Ludwig Gallati heiratete 1823 Maria Katharina Bürgi, Tochter des Grossrats Josef Anton Bürgi. Sein Bruder Johann Jacob Cassian Gallati (1769–1853) war Schultheiss, in der Helvetik Präsident der Verwaltungskammer des Kantons Linth, Hauptmann im 3. Schweizerregiment der französischen Armee und Ritter der Ehrenlegion.
Die Familie Gallati ist trotz des italienisch klingenden Namens ein in Glarus alteingesessenes Geschlecht, das seit der Einbürgerung des aus Näfels stammenden Rudolf Gallati im Jahr 1589 auch in Sargans ansässig war und dessen Angehörige bis zum Aussterben des Zweiges im Jahr 1880 über drei Jahrhunderte hohe Verwaltungsämter in der Landvogtei und der Gemeinde innehatten.
Das Wappen der Familie Gallati zeigt: „In Gold auf grünem Dreiberg schwarzes Hörnerpaar.“

### Nachlass
Das Archiv der Familie wurde nach Gallatis Tod 1845 aufgeteilt. Die Akten der ehemaligen, von den Gallati geführten Sarganser Landschreiberei gelangten teils ins Staatsarchiv St. Gallen, teils mit dem Privatarchiv in den Besitz der Familie Good in Mels. Mit dem Familienarchiv Good befand sich von 1956 bis 1980 auch der Nachlass Gallati in St. Gallen, danach wieder in Besitz der Familie Good. 1993 wurde das Material von Franz Anton Good in das Staatsarchiv Luzern gegeben.